# Peklo (Jestřebí)

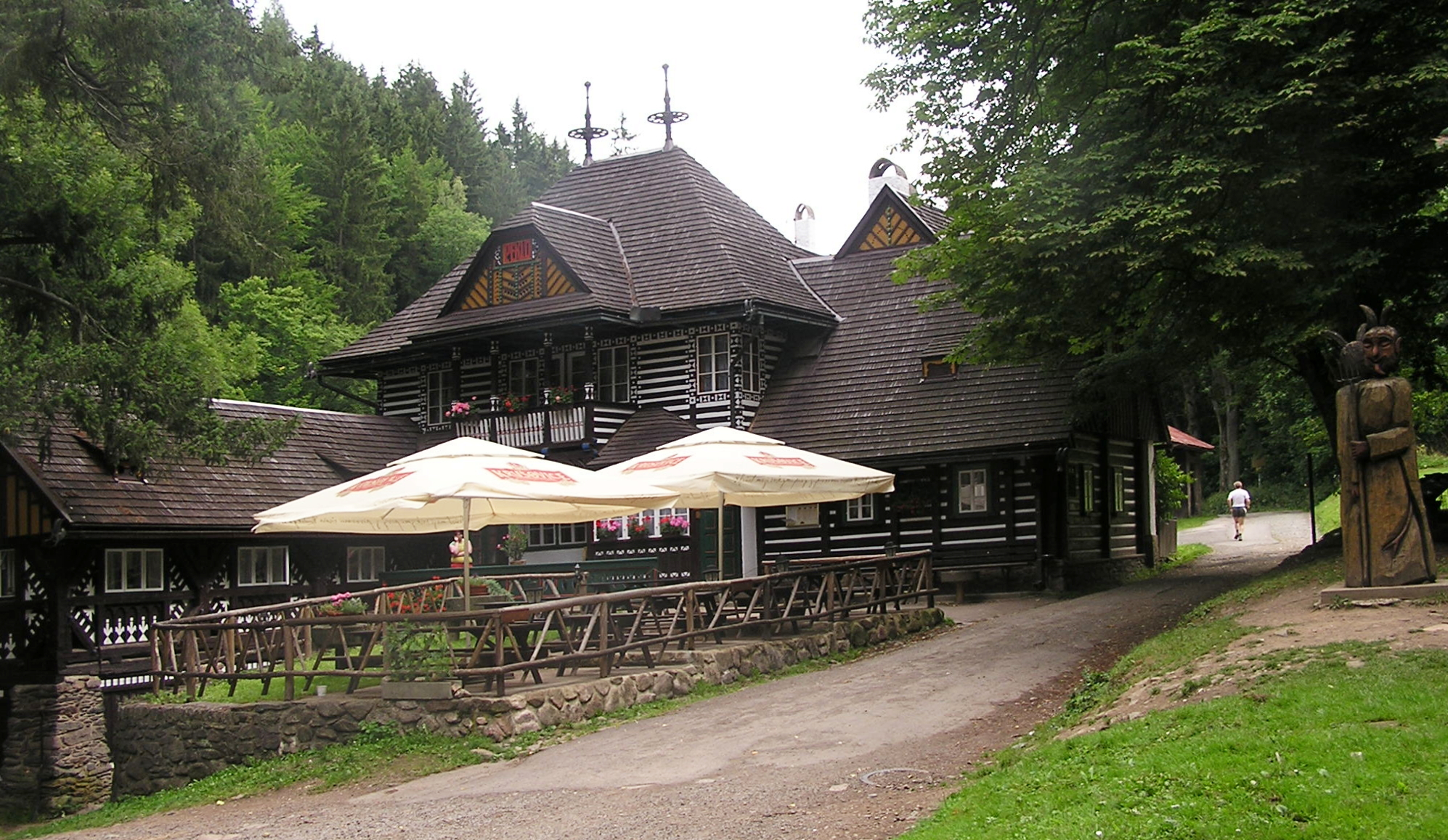
Bartoňova útulna

Peklo je osada v údolí řeky Metuje mezi městy Náchod a Nové Město nad Metují nacházející se v Královéhradeckém kraji (okres Náchod).
Osada leží u soutoku Olešenky a Metuje na území obcí Jestřebí a Náchod.
Je vyhledávaným cílem trampů, turistů a chatařů. V roce 1997 byla na velké části údolí vyhlášena přírodní rezervace Peklo u Nového Města nad Metují. V roce 2008 byl na hliněnou cestu z Náchoda položen asfaltový koberec pro cyklisty a bruslaře.[zdroj?] Peklo je výchozím bodem mnoha turistických cest.
Již v roce 1527 zde poblíž přítoku Metuje, při potoku zvaném Olešenka, stával mlýn Pekelec. V roce 1901 byl přestavěn na výletní restauraci. Další úpravy se restaurace dočkala v roce 1912, kdy byla přestavěna na bohatě zdobenou Bartoňovu útulnu podle plánů Dušana Jurkoviče. I dnes slouží jako restaurace a turistická ubytovna.